# Monstera filamentosa
Monstera filamentosa — квіткова рослина з роду Монстера та родини Ароїдних.
Він відомий своїми розсіченими листками.

## Розповсюдження
Його батьківщиною є Коста-Рика, Панама та Колумбія.